# Следобед
Следобед е времето от деня след пладне до вечерта. Точният му диапазон не е стандартно определен. Това е времето, когато Слънцето започва да залязва след кулминацията си. Тогава то се придвижва на запад по небосклона.
В късния следобед, слънчевата светлина може да бъде заслепяваща, тъй като пада под много малък ъгъл спрямо хоризонта. Обичайното работно време в повечето индустриализирани страни започва сутринта и продължава до късен следобед.
Тъй като при дневните животни нивата на кортизол се стабилизират следобед, това е оптималното време на деня за изследователите на нивата на хормоните и стреса. Растенията обикновено имат най-интензивна фотосинтеза по пладне или през ранния следобед.
При хората, телесната температурата обикновено е най-висока следобед. Много често, продуктивността на човешкия труд спада следобед, макар този ефект да зависи в голяма степен и от индивида.